# Обиршія-де-Кимп
Обиршія-де-Кимп (рум. Obârșia de Câmp) — село у повіті Мехедінць в Румунії. Входить до складу комуни Обиршія-де-Кимп.
Село розташоване на відстані 249 км на захід від Бухареста, 57 км на південний схід від Дробета-Турну-Северина, 68 км на захід від Крайови.

## Населення
За даними перепису населення 2002 року у селі проживали 972 особи, усі — румуни. Усі жителі села рідною мовою назвали румунську.